# Turk Peak
Der Turk Peak ist ein großer, 2000 m hoher und buckelförmiger Berggipfel in der antarktischen Ross Dependency. In den Churchill Mountains ragt er als mittlerer von drei Gipfeln einer Gipfelgruppe rund 10 km nördlich des Mount Zinkovich auf.
Das Advisory Committee on Antarctic Names benannte ihn 1965 nach Oberstleutnant Wilbert Turk, Kommandeur des 61. Truppentransportgeschwaders, welches die im Januar 1960 durchgeführten Flüge einer Lockheed C-130 zum antarktischen Kontinent koordinierte.